# Oryzomys dimidiatus
Oryzomys dimidiatus é uma espécie de roedor da família Cricetidae.

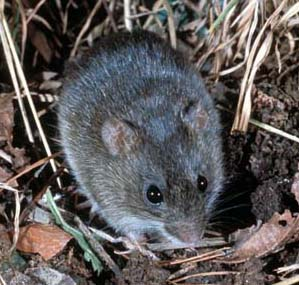
Oryzomys palustris, uma espécie bastante semelhante.

Apenas pode ser encontrada na Nicarágua.